# Сиволькут
Сиволькут (эским. Сивулъкут — «передний, первый») — правый входной мыс в залив Ткачен на южном побережье Чукотского полуострова, омываемый Беринговым морем в пределах Провиденского района Чукотского автономного округа.
Представляет собой скальные обрывы горного массива высотой 284 м (гора Инук).
Район мыса Сиволькут включён в состав охраняемой природной территории.